# Седемте рилски езера
 Тази статия е за езерата.  За хижата в Рила, вижте Седемте езера (хижа).  
Седемте рилски езера са група езера с ледников произход, разположена в планината Рила. Това е най-посещаваната от туристи езерна група в България и е един от стоте национални туристически обекта.

## Характеристики
Езерата се намират в Дамгския дял на Северозападна Рила и са разположени стъпаловидно между 2095 и 2535 m н.в. Заемат вдлъбнатини по склона на планината, като отделните езера са свързани помежду си чрез малки поточета. При преминаването на водата по тези поточета са образувани малки водоскоци и водопади. Първите три езера – Сълзата, Окото и Бъбрека – се оттичат всяко поотделно в Близнака, от който водата преминава последователно през Трилистника, Рибното и Долното езеро. През последните две езера минава един вече по-мощен поток, който, изтичайки от най-долното езеро, дава началото на река Джерман (ляв приток на Струма).
Името на всяко от седемте рилски езера отразява някоя особеност на съответното езеро. Езерото, което е разположено на най-голяма надморска височина, носи името Сълзата заради прозрачността на водите. Следващо по височина на разположение е Окото (наричано още Сърцето), което е с приблизително овална форма. Окото е най-дълбокото циркусно езеро в България – дълбочината му е 37,5 m. Бъбрека е езерото с най-стръмните брегове от цялата група. Четвъртото езеро е Близнака; то е най-голямото по площ от седемте. Езерото Трилистника е с неправилна форма и невисоки брегове. Най-плитко е Рибното езеро; на североизточния му бряг се намира хижата „Седемте езера“. Най-ниско разположено е Долното езеро, от което води началото си река Джерман.
| Езеро         | Географски координати                                               | Надморска височина (m) | Площ (дка) | Обем (хил. m3) | Дълбочина (m) |
| ------------- | ------------------------------------------------------------------- | ---------------------- | ---------- | -------------- | ------------- |
| Сълзата       | 42°11′50″ с. ш. 23°18′39″ и. д. / 42.197222° с. ш. 23.310833° и. д. | 2535                   | 7          | 15             | 4,5           |
| Окото         | 42°11′58″ с. ш. 23°18′23″ и. д. / 42.199444° с. ш. 23.306389° и. д. | 2440                   | 68         | –              | 37,7          |
| Бъбрека       | 42°12′19″ с. ш. 23°18′27″ и. д. / 42.205278° с. ш. 23.3075° и. д.   | 2282                   | 85         | 1117           | 28,0          |
| Близнака      | 42°12′02″ с. ш. 23°18′57″ и. д. / 42.200556° с. ш. 23.315833° и. д. | 2243                   | 91         | 590            | 27,5          |
| Трилистника   | 42°12′22″ с. ш. 23°19′06″ и. д. / 42.206111° с. ш. 23.318333° и. д. | 2216                   | 26         | –              | 6,5           |
| Рибното езеро | 42°12′24″ с. ш. 23°19′24″ и. д. / 42.206667° с. ш. 23.323333° и. д. | 2184                   | 23         | –              | 2,5           |
| Долното езеро | 42°12′39″ с. ш. 23°19′32″ и. д. / 42.210833° с. ш. 23.325556° и. д. | 2095                   | 59         | –              | 11,0          |

В близкото минало стъпаловидният циркус на Седемте езера и самата езерна група са се наричали Еди гьол, а езерата – Едигьолски. Отделните езера са носили имена, различни от днешните: Сълзата – Баш гьол, Окото – Чанак гьол, Бъбрека – Кара гьол, Близнака – Чифте гьол, Трилистника – Средния гьол. Последните две езера – Рибното и Долното – не са имали собствени имена.

## Маршрути до Седемте рилски езера
- Сапарева баня → асфалтов път до хижа „Пионерска“ → хижа „Пионерска“ → лифт към Рилските езера → хижа „Рилски езера“.
- Говедарци → асфалтов път до хижа Вада → хижа „Рилски езера“
- Говедарци → асфалтов път до курортен комплекс Мальовица → хижа Мальовица → хижа „Рилски езера“

## Легенда
Легендата за седемте рилски езера разказва, че преди хиляди години, когато на Земята още нямало хора, в планината Рила живеели двама великани – мъж и жена. Те се обичали безумно и боготворели красотата и уюта на своя дом.
Домът им бил толкова привлекателен, слънчев, топъл и уютен, че нямало как да не очарова всяко живо същество, а на любовта им се радвали всички стихии и целият свят.
За нещастие, един ден зли сили минали покрай техния дом. Като зърнали това красиво място, завидели на семейното щастие на великаните, ядосали се и решили да унищожат всичко и да заличат любовта им завинаги. Започнали да пращат черни облаци и опустошителни ветрове. Страшни земетресения разтърсили земята.
Великанът защитавал яростно всяко стръкче тревичка, всяко малко поточе или цвете, бранел своята любима и отбивал атаките на злите сили. Това обаче само разпалвало огромната им злоба и жестокост и те решили да свършат пъкленото си дело докрай.
В една тежка битка младият великан паднал убит. Доволни от своята победа, злите сили си тръгнали, оставяйки след себе си разчупени скали, опропастени долини и една съсипана от скръб жена. Мъката на младата вдовица била толкова голяма, че сълзите ѝ бликали безспир и се стичали по хребетите право в долините. Леели се и се събирали в доловете, докато образували бистри езера с изумителна чистота.
Преди езерото Бъбрека планинските водачи показват огромна скала, намираща се в посока към езерото Сълзата. Формата на скалата наподобява фигурите на мъж и жена с огромни размери. Според легендата това са двамата влюбени, които ще останат да пазят вечно своя красив дом.

## Други
На Рилските езера е наречена улица в квартал „Хладилника“ в София (Карта).

## Галерия
- Сълзата
- Окото
- Бъбрека
- Близнака
- Близнака
- Трилистника, Рибното и Долното езеро
- Рибното езеро
- Долното езеро